# Saut en longueur masculin aux championnats du monde d'athlétisme 2001
Navigation
Séville 1999 Paris 2003
L'épreuve du saut en longueur masculin des championnats du monde d'athlétisme 2001 s'est déroulée les 9 et 11 août 2001 au stade du Commonwealth d'Edmonton, au Canada. Elle est remportée par le Cubain Iván Pedroso.

## Résultats

### Finale
| Rang               | Athlète                 | Pays            | Essais | Essais | Essais | Essais | Essais | Essais | Marque | Notes |
| Rang               | Athlète                 | Pays            | 1      | 2      | 3      | 4      | 5      | 6      | Marque | Notes |
| ------------------ | ----------------------- | --------------- | ------ | ------ | ------ | ------ | ------ | ------ | ------ | ----- |
| Médaille d'or      | Iván Pedroso            | Cuba            | x      | 8.23   | 8.35   | 6.18   | 8.40   | x      | 8.40   |       |
| Médaille d'argent  | Savante Stringfellow    | États-Unis      | x      | x      | 8.22   | 8.24   | x      | x      | 8.24   |       |
| Médaille de bronze | Carlos Calado           | Portugal        | x      | 8.21   | x      | 7.92   | 8.18   | 8.01   | 8.21   | SB    |
| 4                  | Miguel Pate             | États-Unis      | x      | 8.09   | 7.83   | 7.89   | 8.21   | 7.94   | 8.21   |       |
| 5                  | Kareem Streete-Thompson | Îles Caïmans    | 7.74   | 8.09   | 8.08   | 8.03   | 8.10   | 8.04   | 8.10   |       |
| 6                  | Olexiy Lukashevych      | Ukraine         | x      | 8.10   | 7.19   | x      | 8.01   | 7.97   | 8.10   |       |
| 7                  | James Beckford          | Jamaïque        | 7.94   | x      | 7.97   | x      | x      | 8.08   | 8.08   |       |
| 8                  | Dwight Phillips         | États-Unis      | 7.90   | x      | 7.92   | -      |        |        | 7.92   |       |
| 9                  | Grzegorz Marciniszyn    | Pologne         | 7.32   | 7.92   | 7.78   |        |        |        | 7.92   |       |
| 10                 | Hussein Taher Al-Sabee  | Arabie saoudite | x      | 7.90   | 7.73   |        |        |        | 7.90   |       |
| 11                 | Abdulrahman Al-Nubi     | Qatar           | 7.63   | x      | x      |        |        |        | 7.63   |       |
| 12                 | Vitaliy Shkurlatov      | Russie          | x      | 7.35   | 7.61   |        |        |        | 7.61   |       |

## Légende
Records et Performances
- AR : Record continental (area record)
- CR : Record des championnats (championship record)
- MR : Record du meeting (meet record)
- NR : Record national (national record)
- OR : Record olympique (olympic record)
- PR : Record paralympique (paralympic record)
- PB : Record personnel (personal best)
- SB : Meilleure performance personnelle de la saison (season's best)
- WL : Meilleure performance mondiale de l'année (world leader)
- WJR : Record du monde junior (world junior record)
- WR : Record du monde (world record)

Circonstances et Conditions
- DNF : N'a pas terminé (did not finish)
- DNS : N'a pas pris le départ (did not start)
- DQ : Disqualification (disqualification)
- NM : Aucun essai valable enregistré (No Mark)
- Q : Qualifié « directement » au prochain tour (ou à la prochaine compétition), lors d'une compétition majeure, grâce au classement ou à la réalisation des minima (automatic qualifier)
- q : Qualifié au prochain tour (ou à la prochaine compétition), lors d'une compétition majeure, grâce au repêchage ou à la réalisation de l'une des meilleures performances parmi celles des « non qualifiés directement » (grâce au meilleur temps ou à la meilleure distance par exemple) (secondary qualifier)